# George F. Hemingway
George F. Hemingway született Szabó György (Budapest, 1947. október 17.) magyar származású amerikai üzletember és sportmecénás. 2006 és 2019 között a Budapest Honvéd FC tulajdonosa.

## Élete
1968-ban érettségizett New Yorkban a Washington Irving középiskolában. Első diplomáját New York Egyetemen kapta film- és televíziórendező szakon, majd 1976-ban jogi végzettséget is szerzett az Amerikai Egyesült Államokban. Angolul, németül és magyarul jól beszél és spanyolul is tanult. Rövid ideig Hollywoodban volt segédrendező, de helyette inkább az üzleti életet választotta. Karrierje kezdetén perügyvéd és több vállalat vezető tanácsadója volt Los Angelesben. A The Hemingway Group amerikai befektetőcéget 1983-ban alapította, mely 1990-től Európában is tevékenykedik. Fiai Alex Hemingway és ifjabb George F. Hemingway szintén üzletemberek. Feleségétől elvált, egyedül él Budán egy lakásban, de van háza Las Vegasban és Mexikóban a Yucatán-félszigeten is.
Magyarországon az Orient Rt. 1989-es megszerzésével kezdte befektetéseit a Hemingway Group, ekkor több mint 120 étterem került hozzájuk. 1990-ben a csoport privatizált egy állami kiskereskedelmi láncot, és az édességet, bonbont, likőrt és értéktárgyakat áruló üzletekből jött létre a Bonbon Hemingway Rt. 1992-ben a Pizza Hut és a Kentucky Fried Chicken gyorsétkezde-üzlethálózatok franchise jogainak megszerzésével tovább bővült az üzleti tevékenységük.
A labdarúgással egészen fiatal kora óta foglalkozott, hiszen már 15 évesen labdarúgó játékvezető lett. Kaliforniában a regionális ligában, Magyarországon Pest megyében és a budapesti másodosztályban vezetett mérkőzéseket. Élete nagy sportvállalkozása volt, hogy 2006-ban megvásárolta a Budapest Honvédot.
A névváltoztatásához érdekesség, hogy 2008 februárjában Havas Henrik vendégeként szerepelt a műsorában és a riporter az amerikai származású íróval megegyező családnevéről próbálta faggatni, de nem árulta el miért vagy hogyan változtatta meg Szabó családnevét.
Tulajdonosként a Honvédnál jelentős beruházásokat eszközölt és elérte, hogy viszonylag stabil háttér legyen a korábban hatalmas gondokkal küzdő labdarúgó egyesület mögött. Sportmenedzseri tevékenységét azonban folyamatosan bírálatok is érik. Képes látványosan összeveszni az újságírókkal, a játékosokkal, a sportvezetőkkel és a szurkolókkal egyaránt.
Rendszeresen fellépett a rasszista és a szélsőséges szurkolói megnyilvánulások ellen, akár még úgy is, hogy korlátozta a honvéd szurkolói csoportokat. Nagy eredménye a Honvéddal, hogy két kupagyőzelem mellett (2006–07, 2008–09) 19 év után a csapat a 2012–2013-as NB-I-es szezonban bronzérmesként ismét a dobogóra állhatott.
A 2016-17-es szezonban viszont már megszerezték a Honvéd 14. bajnoki címét. A bajnoki cím megszerzése, azért is volt nagy teljesítmény, mert a klubvezető-tulajdonos egyesülete, olyan klubokkal vette fel a versenyt, melyek lényegesen több forrásból gazdálkodhattak. Másik nagy érdeme, hogy bár korábban sokat hadakozott a honvéd szurkolói csoportokkal, 2017-re megnyugodtak a kedélyek. Az üzletember a bajnokság során többször felszólalt a szurkolók miatt kiszabott MLSZ-büntetések ellen.
A Budapest Honvéd FC tulajdonosaként elérte, hogy 2018 klubjában a fejlesztés éve legyen, hiszen jelentős állami beruházások mellett elindult az új UEFA Category 4-es, illetve az MLSZ I. osztály A-kategóriájának megfelelő stadion építése, valamint 2018. november 22-én Orbán Viktor miniszterelnökkel közösen hivatalosan átadta a Budapest Honvéd FC-Magyar Futball Akadémia Utánpótlásközpontot, ami 4.2 milliárd forintos beruházásból épített korszerű sportcentrum.
2019. április 8-án hivatalossá vált, hogy Hemingway eladta százszázalékos üzletrészét a Reditus Equity Zrt-nek.

## Elismerései
- A Magyar Érdemrend középkeresztje (2021)

## Kötetei
- George F. Hemingway–Bálint András: Vállalkozástan a gyakorlatban; Aula, Bp., 2004